# Compsolechia
Compsolechia is een geslacht van vlinders van de familie tastermotten (Gelechiidae).

## Soorten
- C. abolitella (Walker, 1864)
- C. abruptella (Walker, 1864)
- C. accinctella (Walker, 1864)
- C. acosmeta (Walsingham, 1910)
- C. aequilibris Meyrick, 1931
- C. amaurota Meyrick, 1914
- C. amazonica Meyrick, 1918
- C. ambusta (Walsingham, 1910)
- C. anthracura Meyrick, 1914
- C. antiplaca Meyrick, 1922
- C. argyracma Meyrick, 1922
- C. atmastra Meyrick, 1929
- C. balia (Walsingham, 1910)
- C. binotatella (Walker, 1864)
- C. blepharopa Meyrick, 1914
- C. campalea (Walsingham, 1910)
- C. canofusella (Walker, 1864)
- C. caryoterma Meyrick, 1922
- C. cassidata Meyrick, 1914
- C. cognatella (Walker, 1864)
- C. corymbas Meyrick, 1918
- C. crescentifasciella (Chambers, 1874)
- C. crocodilopa Meyrick, 1922
- C. chelidonia Meyrick, 1922
- C. chrysoplaca Meyrick, 1912
- C. desectella (Zeller, 1877)
- C. diazeucta Meyrick, 1918
- C. dicax Meyrick, 1914
- C. diplolychna Meyrick, 1922
- C. drachmaea Meyrick, 1922
- C. dryocrossa Meyrick, 1922
- C. elephas (Walsingham, 1910)
- C. epibola (Walsingham, 1910)
- C. erebodelta Meyrick, 1922
- C. eupecta Meyrick, 1914
- C. eurygypsa Meyrick, 1922
- C. fasciella (Felder, 1875)
- C. ferreata Meyrick, 1914
- C. galphyra (Walsingham, 1910)
- C. halmyra Meyrick, 1914
- C. hemileucas Meyrick, 1922
- C. incurva Meyrick, 1914
- C. inusta Meyrick, 1914
- C. ischnoptera Meyrick, 1922
- C. leucorrhapta Meyrick, 1914
- C. lingulata Meyrick, 1918
- C. lithomorpha Meyrick, 1914
- C. loxogramma Meyrick, 1922
- C. mangelivora (Walsingham, 1897)
- C. melanophaea (Forbes, 1931)
- C. mesodelta Meyrick, 1922
- C. metadupa (Walsingham, 1910)
- C. mniocosma Meyrick, 1922
- C. molybdina (Walsingham, 1910)
- C. monochromella (Walker, 1864)
- C. neurophora Meyrick, 1922
- C. niobella (Felder & Rogenhofer, 1875)
- C. niphocentra Meyrick, 1922
- C. nuptella (Felder & Rogenhofer, 1877)
- C. ocelligera Butler, 1883

- C. orthophracta Meyrick, 1914
- C. parmata Meyrick, 1918
- C. peculella Busck, 1914
- C. pentastra Meyrick, 1922
- C. percnospila Meyrick, 1914
- C. perlatella (Walker, 1864)
- C. petromorpha Meyrick, 1922
- C. phaeotoxa Meyrick, 1922
- C. phepsalitis Meyrick, 1922
- C. picticornis (Walsingham, 1897)
- C. platiastis Meyrick, 1922
- C. plumbeolata (Walsingham, 1897)
- C. praenivea Meyrick, 1914
- C. ptochogramma Meyrick, 1922
- C. pungens Meyrick, 1922
- C. quadrifascia (Walker, 1864)
- C. recta Meyrick, 1922
- C. refracta Meyrick, 1914
- C. religata Meyrick, 1922
- C. repandella (Walker, 1864)
- C. rhombica Meyrick, 1922
- C. salebrosa Meyrick, 1918
- C. sciomima Meyrick, 1922
- C. scitella (Walker, 1864)
- C. scopulata Meyrick, 1914
- C. scutella (Zeller, 1877)
- C. secretella (Walker, 1864)
- C. seductella (Walker, 1864)
- C. sesamodes Meyrick, 1922
- C. siderophaea (Walsingham, 1910)
- C. solidella Walker, 1864
- C. sporozona Meyrick, 1914
- C. stasigastra Meyrick, 1922
- C. stelliferella (Walker, 1864)
- C. stillata Meyrick, 1922
- C. subapicalis (Walker, 1864)
- C. succincta (Walsingham, 1910)
- C. suffectella (Walker, 1864)
- C. superfusella (Walker, 1864)
- C. susceptella Walker, 1864
- C. suspectella Walker, 1864
- C. tardella (Walker, 1864)
- C. terrenella Busck, 1914
- C. tetrortha Meyrick, 1922
- C. thysanora Meyrick, 1914
- C. titanota (Walsingham, 1910)
- C. trachycnemis Meyrick, 1922
- C. transjectella (Walker, 1864)
- C. trapezias Meyrick, 1922
- C. trochilea Walsingham, 1910
- C. versatella (Walker, 1864)
- C. volubilis Meyrick, 1922
- C. zebrina Walsingham, 1910